# بافل مونتشيفودا
بافل مونتشيفودا (بالبولندية: Paweł Mąciwoda) (ولد في 20 فبراير 1967) هو عازف باس بولندي ولد في مدينة فياليتشكا، بدأ العزف مع فرقة هارد روك سكوربيونز في عام 2003 وأصبح عضوًا رسميًا في يناير 2004.